# 奥氏镰猛蚁
奥氏镰猛蚁（学名：Harpegnathos honestoi）又叫霍氏镰猛蚁，是镰猛蚁属的一种，为菲律賓的特有物種，由杰纳勒尔（General）于2016描述。
由于受到猎镰猛蚁和跳镰猛蚁的四字词影響，奥氏\霍氏镰猛蚁经常被人叫作奥\霍镰猛蚁。（去除“氏”字）

## 命名
种加名“honesto”意为奥尼斯托或霍尼斯托。奥尼斯托这个翻譯更接近honesto这个词的发音，因此采用该翻譯。
物種發表者杰纳勒尔之所以要以奥尼斯托作为该物種的种加名是因为他的父親奥尼斯托（Honesto C. General）最近刚慶祝自己的90岁生日，因此该物種獻給他父親。

## 外觀

### 工蚁
体长20.44mm

#### 正脸图
头部后缘整齊；觸角柄节超出头部后面的长度相当于自身的宽度；单眼明显；额叶宽，覆盖触角沟；额基突短，长约两倍宽；脣基窄插入额叶之间；呈三角形；复眼极大，呈卵形，占据头部前部外缘；上颌从其之下的下突脊开始逐渐收縮；头部有粗刻纹；触角有稀疏、短直立和近直立的毛。

#### 側面图
胸部长而圆柱形；前胸背板、中胸背皮和并胸腹节分界線明显；前胸背板长但远端未达到中胸背板；前胸背板與中胸背板之间有一条很深的縫；中并胸腹节縫被进化掉；并胸腹节的背面很长；腹部存在螫針；跗节存在小齿。

#### 背视图
不规则的刻纹在前胸背板和中胸背板上近平行地分布；前胸背板横纹；腹柄节长于宽；腹柄节背侧和外侧具网状；第一和第二节腹节具粗略的点状。

#### 顏色及毛量
身体上有稀疏的短毛。头部、上颌、触角和前胸背板为橙色；足部黄色；身体其余部分棕黑色。